# Raid sur Santorin
Campagne de la Méditerranée de la Seconde Guerre mondiale
Batailles
1940
- Vado
- Siège de Malte
- Club Run
- Convoi Espero
- Mers el-Kébir
- Punta Stilo
- Cap Spada
- Hurry
- Cap Passero
- MB.8
- Tarente
- Détroit d'Otrante
- White
- Cap Teulada

1941
- Excess
- Convoi AN 14
- Grog
- Abstention
- Baie de La Sude
- Cap Matapan
- Îles Kerkennah
- Crète
- Galite
- Substance
- Halberd
- Convoi Duisburg
- Cap Bon
- Syrte (1941)
- Rade d'Alexandrie

1942
- Syrte (1942)
- Calendar
- Bowery
- Albumen
- Harpoon
- Vigorous
- Pedestal
- Agreement
- Torch
- Stoneage
- Sabordage de la flotte française à Toulon
- Portcullis
- Banc de Skerki
- Olterra (navire auxiliaire)
- Raid sur Alger

1943
- Zouara
- Convoi de Cigno
- Convoi de Campobasso
- Corkscrew
- Husky
- Gela
- Scylla
- Pietracorbara
- Dodécanèse
  - Rhodes
  - Leros
  - Kos
- Convoi KMF-25A

1944
- Ist
- Raid sur Santorin
- Raid sur Symi
- Port-Cros
- La Ciotat
- Île de Pag

1945
Mer Ligure
- Convois alliés
  - convois de Malte
- Campagne des U-boote
- Campagne adriatique

Le raid sur Santorin a eu lieu le 24 avril 1944 dans le cadre de la campagne de la Méditerranée durant la Seconde Guerre mondiale. Elle a été menée par le British Special Boat Service, visant la garnison mixte allemande et italienne sur l'île de Santorin en mer Égée. Le raid a été effectué en tandem avec des opérations similaires sur les îles d'Ios, Mykonos et Amorgos qui visaient à détruire les postes d'observation navale et les stations de radio de l'Axe sur les îles des Cyclades,.

## Contexte
Au cours de l'hiver 1943, les Allemands avaient pris le contrôle de l'archipel égéen. Au printemps 1944, ils entretenaient encore des garnisons appréciables sur les îles grecques. Les Britanniques souhaitaient maintenir un front secondaire dans la mer Égée, c'est pourquoi, après la chute de Kos et Leros, le QG du Moyen-Orient donna l'ordre à l'unité des forces spéciales SBS d'attaquer les garnisons des îles grecques occupées telles que Santorin.

## Le raid
Le 19 avril, un groupe de 19 commandos commandés par le major Anders Lassen quitte leur cachette dans la baie de Balisu, en Turquie, à bord de deux goélettes. Après un voyage de trois jours comprenant des escales intermédiaires à Sýrna et Ánydros, le groupe débarque sur une plage à l'est près du cap Columbo dans la nuit du 22 au 23. Ils marchent vers le village de Vourvoúlos et après avoir contacté les habitants, le groupe se cache dans une grotte voisine. Les deux goélettes cherchent refuge dans les îles Christianá, au sud-ouest de Santorin. Un membre du groupe de commandos est le lieutenant grec Stéfanos Kazoúllis. Le 23 avril, Kazoúllis est guidé par des habitants vers la capitale Fira pour recueillir des renseignements. Sur la base des informations de Kazoúllis, Lassen décide de diviser ses forces en trois détachements. Le premier doit attaquer la caserne de Fira, le second se diriger vers la résidence du commandant allemand (lieutenant Hesse) à Fira et tenter de la capturer tandis que le troisième doit viser la station de radio d'Imerovígli. Cette radio avait une longue portée et servait de relais soutenant les communications entre Athènes et la Crète.
L'heure zéro de l'attaque est fixée à 00 h 45 le 24 avril et les trois détachements sont conduits vers leurs cibles par des guides locaux. La caserne est située au centre de Fira, au deuxième étage d'un immeuble qui abritait une banque. Les assaillants viennent de deux directions différentes et malgré les aboiements des chiens, ils réussissent à surprendre la garnison de 40 hommes et à éliminer la majorité d'entre-eux. Au cours de l'attaque, Kazoúllis reçoit une balle dans la poitrine et décède sur le coup. Le sergent Frank Kingston reçoit également une balle dans l'abdomen et succombe à ses blessures quelques heures plus tard. L'attaque contre le commandant allemand échoue car quelques allemands réussissent à s'enfuir indemnes. Le bâtiment abritant l'installation radio est explosé avec des bombes à retardement. Les commandos s'échappent à l'aide de leurs deux goélettes, emmenant avec eux quelques-uns des habitants les ayant aidés.

## Représailles
Le 29 avril, des renforts allemands venus de l'île de Mílos encerclent Vourvoúlos. Ils rassemblent tous les hommes locaux âgés de 14 ans et les menaces de représailles s'ils ne révèlent pas ceux qui les ayant aidés. Quelques villageois admettent leur implication et sont envoyés au peloton d'exécution. Au total, cinq hommes, dont le maire du village, sont exécutés. On ne sait pas pourquoi le reste des villageois et le village lui-même ont été épargnés. Cela fut peut-être le résultat d'une lettre écrite au lieutenant Hesse par Lassen, l'avertissant que son nom était connu des Alliés qui le tiendraient responsable de toutes les représailles qu'il aurait ordonnées. Un monument commémorant les victimes a été érigé à Vourvoúlos.

## Conséquences
Deux commandos sont morts dans l'opération et cinq civils ont été abattus en représailles. 13 autres civils d'Imerovígli qui espéraient mettre à sac les provisions allemandes dans le bâtiment de la radio sont morts lors de l'explosion de celui-ci. Le nombre de victimes allemandes est d'environ 40 et 19 faits prisonniers. En raison de sa violence, l'opération devint connue sous le nom de Lassen's Bloodbath. Cette opération et des opérations similaires ont forcé le général allemand Kleemann à indiquer à ses troupes qu'« [elles] vivaient dans un pays ennemi » et à renforcer les garnisons égéennes de 4 000 hommes. Ces forces sont restées en place pendant le reste de la guerre, privant les autres fronts de leurs services. En août 1944, Kazoúllis reçoit à titre posthume la Croix grecque de la vaillance.